# Lawar
Lawar is een nagar panchayat (plaats) in het district Meerut van de Indiase staat Uttar Pradesh. 

## Demografie
Volgens de Indiase volkstelling van 2001 wonen er 18.050 mensen in Lawar, waarvan 53% mannelijk en 47% vrouwelijk is. De plaats heeft een alfabetiseringsgraad van 45%. 